# Целуй меня насмерть
«Целуй меня насмерть» (англ. Kiss Me Deadly) — фильм-нуар Роберта Олдрича, вышедший на американские экраны 18 мая 1955 года и, по мнению многих киноведов, завершающий собой классическую эпоху кинонуара. Экранизация одноимённого детективного романа Микки Спиллейна. В 1999 г. внесён в Национальный реестр фильмов.

## Сюжет
Частный детектив Майк Хаммер (Ральф Микер) как-то вечером подбирает за городом босую девушку по имени Кристина (Клорис Личман). Выясняется, что она сбежала из психиатрической лечебницы и скрывается от полиции и преступников. Однако последние провоцируют на дороге аварию, парочку хватают и скидывают в машине с утёса, инсценируя несчастный случай.
Майк чудом остаётся жив. Выйдя из больницы, он не может забыть это дело и не докопаться до истины. Стихотворение викторианской поэтессы Россетти неожиданно выводит его на коробку с радиоактивными материалами. Охота за ними могла бы продолжаться ещё долго, если бы женское любопытство и жажда наживы не спровоцировали ядерный взрыв…

## В ролях
- Ральф Микер — Майк Хаммер
- Альберт Деккер — доктор Соберин
- Пол Стюарт — Карл Эвелло
- Хуано Эрнандес — Эдди Йигер
- Уэсли Эдди — лейтенант Пэт Мёрфи
- Мэриан Карр — Фрайди
- Максин Купер — Велда
- Строзер Мартин — Харви Уоллес
- Клорис Личмен — Кристина Бэйли
- Гэби Роджерс — Габриэль (Лилли Карвер)
- Ник Деннис — Ник
- Джек Элам — Чарли
- Перси Хелтон — Док Кеннеди
- Джек Ламберт — Шугар Смоллхаус
- Ли Сноуден — Чизкейк
- Джеймс Сиэй — агент ФБР

## Работа над фильмом
«Целуй меня насмерть» — относительно малобюджетный для своего времени кинопроект без «звёзд» первого ряда. Девушку на автостраде и секретаршу главного героя сыграли дебютантки. За основу сценария был взят роман Микки Спиллейна о детективе Майке Хаммере (1952). Поскольку в романе шла речь о наркотиках, его официально признали непригодным для экранизации. Чтобы обойти это затруднение, сценарист А. И. Безеридис (1908—2007) совершенно преобразил сюжет, напичкал его нуаровыми штампами и страхами атомной эры. Это он придумал горячий «ядерный чемоданчик» и апокалиптический финал, а заодно перенёс действие из Нью-Йорка в Калифорнию, — «отсебятина», которая привела Спиллейна в ярость. «Я работал на скорую руку, потому что материал вызывал у меня отвращение. Своего рода автоматическое письмо», — вспоминал позднее сценарист.
Съёмки велись в Лос-Анджелесе, причём многие кварталы и заведения, которые попали в кадр, были уже предназначены к сносу. Таким образом, фильм может служить путеводителем по калифорнийскому мегаполису на стыке разных эпох. В преддверии выхода фильма Олдрич выступил в New York Herald Tribune со статьёй, в которой попытался успокоить поклонников Майка Хаммера, встревоженных небрежным отношением к литературному первоисточнику. Дорога фильма в широкий прокат оказалась тернистой. Ревнители общественной нравственности направили режиссёру петицию, в которой требовали внести в фильм более 30 изменений.

## Главный герой
Герой Ральфа Микера — самый неоднозначный протагонист в истории классического нуара. В фильмах этого жанра частный детектив традиционно представляет собой «луч света в тёмном царстве»: это благородный рыцарь, последний оплот добра в мире разложения и криминала. Не таков Майк Хаммер — самовлюблённый, туго соображающий садист, который зарабатывает на жизнь шантажом неверных супругов, а в отношении секретарши действует как сутенер. Судя по ухмылке, применение силы к более слабым доставляет ему неподдельное удовольствие. Его расследование мотивировано не столько желанием добиться правды или покарать негодяев, сколько корыстными соображениями.
С позиций сегодняшнего дня плейбой Хаммер представляется «антигероем — хладнокровным, расчётливым, подчас даже гадким». Неслучайно его фамилия переводится как «Молоток». Словно шутки ради режиссёр помещает этого «троглодита» в ультрасовременные интерьеры, наполненные искусством «не для всех». Когда бы Хаммер ни включил радио, там всегда передают классическую музыку.

## Место в истории нуара
«Целуй меня насмерть» — одно из первых киноотображений того параноидального страха, который американское общество испытывало в годы «холодной войны». От более ранних нуаров его отличает привкус научно-фантастической апокалиптики, предвещающий появление в конце XX века своеобразной нуаровой фантастики («Бегущий по лезвию», «Тёмный город»).
Как и в «Печати зла» Орсона Уэллса (1958), в фильме Олдрича многие черты нуаровой эстетики сознательно стилизованы и даже утрированы: например, контрасты света и тени доведены до крайности. Начало и концовка эмоциональны на грани истерики: вместо традиционных титров в первых кадрах показаны бегущие ноги полуголой женщины, вместо музыки слышно только её чувственное сопение, взамен ожидаемой счастливой развязки зрителей ожидает настоящий «конец света». «Целуй меня насмерть» называют самым мрачным фильмом-нуаром; выжил ли главный герой в конце фильма — остаётся неясным.

## Реакция
В своё время фильм произвёл на американских зрителей тягостное впечатление. Вместо побега от действительности «холодной войны» зритель неожиданно оказывался в кинозале лицом к лицу с вытесненным страхом ядерного апокалипсиса. Вскоре после премьеры финал фильма был перемонтирован, из-за чего было вырезано материала продолжительностью в одну минуту. В этой версии были вырезаны все кадры, где Хаммер и Велда в финале успевают выбежать из дома до того, как он взорвётся, из-за чего зрителю давалось понять, что они погибли. Причина перемонтажа так конкретно Олдричем никогда и не была объяснена. Оригинальный конец был восстановлен в 1997 году. Некоторые издания фильма на DVD (в частности, в серии Criterion Collection летом 2011 года) демонстрирует именно версию с расширенным концом, в то время как сокращённый конец прилагается в качестве дополнительного материала.
Кинообозреватели респектабельных американских изданий проигнорировали «Целуй меня насмерть» как низкопробную «киномакулатуру», а в Британии фильм и вовсе не вышел в прокат. Его создателей обвиняли в неблагоприятном воздействии на подрастающее поколение; вопрос даже был вынесен на рассмотрение комитета ревнителей общественной нравственности во главе с сенатором Кефаувером. И только молодых французских критиков из журнала Cahiers du cinéma восхитили неистовые завихрения уэллсовского киноэкспрессионизма. Франсуа Трюффо, Клод Шаброль и их коллеги видели в работе Олдрича очередное подтверждение того, что оригинальное художественное высказывание возможно даже в коммерческом кино:

Фильм родился из худшего материала, который только можно вообразить, — самого гнилого, самого тошнотворного плода разложения жанра: истории Микки Спиллейна. Эта выношенная, замусоленная ткань чудно перешита в богатую парчу с загадочными арабесками.— К. Шаброль, 1955
Говард Лоусон назвал фильм в ряду тех, где уже в названии вынесено указание на сексуальность и смерть. Причём он отнёс его к «одному из наиболее сделанных» среди них. По его наблюдению, у Олдрича «монтаж выдержан в прерывистом темпе „стакатто“, а ритм столь неравномерен,что создаёт ощущение хаоса». В трудах современных киноведов фильм «Целуй меня насмерть» получил высокую оценку. По словам Дэйва Кера, здесь нуаровая эстетика достигает своего апогея: действие бурлит едва сдерживаемой истерией в мире без каких бы то ни было нравственных ориентиров. Светящийся чемоданчик как идеальный макгаффин впоследствии «всплывёт» в культовых фильмах «Конфискатор» и «Криминальное чтиво». Его содержимое трактуют как метафору не только страхов атомной эры, но и пугающей современного мужчину способности женщины к самореализации, к тому, чтобы взять под контроль непредсказуемый ход событий (как поступает в фильме Лили Карвер): внутри коробки — «страх ядерного всесожжения, помноженный на страх роковой женщины» (Дж. Хоберман).